# Оточец
Оточец (словен. Otočec) је насељено место у саставу градске општини Ново Место, регија Југоисточна Словенија, Словенија.

## Историја
До територијалне реорганизације у Словенији био је у саставу старе општине Ново Место.

## Становништво
У попису становништва из 2011. године, Оточец је имао 776 становника.
| Број становника према пописима | Број становника према пописима | Број становника према пописима |
| ------------------------------ | ------------------------------ | ------------------------------ |
| 1991                           | 2002                           | 2011                           |
| 475                            | 683                            | 776                            |

Напомена: До 1952. исказивано под именом Шент Петер. Године 1992. увећано за део насеља Заград при Оточцу.

## Галерија
- дворац, детаљ
- дворац, двориште
- унутрашњост дворца
- поглед на дворац са реке Крке
- Крка
- парк